# Episodi di Make Room for Daddy (seconda stagione)
La seconda stagione della serie televisiva Make Room for Daddy (The Danny Thomas Show dalla quinta stagione) è andata in onda negli Stati Uniti dal 28 settembre 1954 al 26 aprile 1955 sulla ABC.
| nº | Titolo originale                | Prima TV USA      |
| -- | ------------------------------- | ----------------- |
| 1  | Family Troubles                 | 28 settembre 1954 |
| 2  | Tonsillectomy                   | 5 ottobre 1954    |
| 3  | Terry Takes Charge              | 12 ottobre 1954   |
| 4  | Danny Has a Baby                | 19 ottobre 1954   |
| 5  | Military School                 | 26 ottobre 1954   |
| 6  | Danny Lands in Pictures         | 2 novembre 1954   |
| 7  | Hollywood Trip                  | 9 novembre 1954   |
| 8  | Anniversary                     | 16 novembre 1954  |
| 9  | Margaret's Aunt                 | 23 novembre 1954  |
| 10 | Terry's Boyfriend               | 30 novembre 1954  |
| 11 | Margaret Feels Neglected        | 7 dicembre 1954   |
| 12 | Father of the Year              | 14 dicembre 1954  |
| 13 | The Anna Maria Alberghetti Show | 21 dicembre 1954  |
| 14 | The New Year's Show             | 28 dicembre 1954  |
| 15 | Jesse's Romance                 | 4 gennaio 1955    |
| 16 | Terry Gets Her Own Room         | 11 gennaio 1955   |
| 17 | Danny Goes on TV                | 18 gennaio 1955   |
| 18 | Terry's First Big Crush         | 25 gennaio 1955   |
| 19 | The Children's Governess        | 1º febbraio 1955  |
| 20 | Daddy's Biography               | 8 febbraio 1955   |
| 21 | Danny Tries Real Estate         | 15 febbraio 1955  |
| 22 | Rusty Gets a Haircut            | 22 febbraio 1955  |
| 23 | Terry's Teen-Age Birthday       | 1º marzo 1955     |
| 24 | Peter Pan                       | 8 marzo 1955      |
| 25 | The Piano Teacher               | 22 marzo 1955     |
| 26 | The Newspaperman Show           | 29 marzo 1955     |
| 27 | The Philosopher                 | 5 aprile 1955     |
| 28 | Father-Son Show                 | 12 aprile 1955    |
| 29 | The Benefit Show                | 19 aprile 1955    |
| 30 | A Trip to Wisconsin             | 26 aprile 1955    |

## Family Troubles
- Prima televisiva: 28 settembre 1954
- Diretto da:
- Scritto da:

### Trama
- Interpreti: Louise Beavers (Louise), Jean Hagen (Margaret Williams), Rusty Hamer (Rusty Williams), Sherry Jackson (Terry Williams), Mark Sutherland, Danny Thomas (Danny Williams), James White

## Tonsillectomy
- Prima televisiva: 5 ottobre 1954
- Diretto da:
- Scritto da:

### Trama
- Interpreti: Jean Hagen (Margaret Williams), Rusty Hamer (Rusty Williams), Sherry Jackson (Terry Williams), Danny Thomas (Danny Williams)

## Terry Takes Charge
- Prima televisiva: 12 ottobre 1954
- Diretto da:
- Scritto da:

### Trama
- Interpreti: Jean Hagen (Margaret Williams), Rusty Hamer (Rusty Williams), Sherry Jackson (Terry Williams), Danny Thomas (Danny Williams)

## Danny Has a Baby
- Prima televisiva: 19 ottobre 1954
- Diretto da:
- Scritto da:

### Trama
- Interpreti: Jean Hagen (Margaret Williams), Rusty Hamer (Rusty Williams), Sherry Jackson (Terry Williams), Danny Thomas (Danny Williams)

## Military School
- Prima televisiva: 26 ottobre 1954
- Diretto da:
- Scritto da:

### Trama
- Interpreti: Jean Hagen (Margaret Williams), Rusty Hamer (Rusty Williams), Sherry Jackson (Terry Williams), Danny Thomas (Danny Williams)

## Danny Lands in Pictures
- Prima televisiva: 2 novembre 1954
- Diretto da:
- Scritto da:

### Trama
- Interpreti: Chester Conklin (Keystone Cop #1), Jean Hagen (Margaret Williams), Rusty Hamer (Rusty Williams), Sherry Jackson (Terry Williams), Hank Mann (Keystone Cop #2), Danny Thomas (Danny Williams)

## Hollywood Trip
- Prima televisiva: 9 novembre 1954
- Diretto da:
- Scritto da:

### Trama
- Interpreti: Jean Hagen (Margaret Williams), Rusty Hamer (Rusty Williams), Sherry Jackson (Terry Williams), Danny Thomas (Danny Williams)

## Anniversary
- Prima televisiva: 16 novembre 1954
- Diretto da:
- Scritto da:

### Trama
- Interpreti: Jean Hagen (Margaret Williams), Rusty Hamer (Rusty Williams), Sherry Jackson (Terry Williams), Danny Thomas (Danny Williams)

## Margaret's Aunt
- Prima televisiva: 23 novembre 1954
- Diretto da:
- Scritto da:

### Trama
- Interpreti: Nana Bryant (Mother), Jean Hagen (Margaret Williams), Rusty Hamer (Rusty Williams), Sherry Jackson (Terry Williams), Louise Lorimer (Margaret's Aunt), Danny Thomas (Danny Williams)

## Terry's Boyfriend
- Prima televisiva: 30 novembre 1954
- Diretto da:
- Scritto da:

### Trama
- Interpreti: Danny Thomas (Danny Williams), Sherry Jackson (Terry Williams), Sammy Ogg (Johnny Lane)

## Margaret Feels Neglected
- Prima televisiva: 7 dicembre 1954
- Diretto da:
- Scritto da:

### Trama
- Interpreti: Hy Averback, Jean Hagen (Margaret Williams), Rusty Hamer (Rusty Williams), Sherry Jackson (Terry Williams), Danny Thomas (Danny Williams), Jesse White

## Father of the Year
- Prima televisiva: 14 dicembre 1954
- Diretto da:
- Scritto da:

### Trama
- Interpreti: Jean Hagen (Margaret Williams), Rusty Hamer (Rusty Williams), Sherry Jackson (Terry Williams), Danny Thomas (Danny Williams)

## The Anna Maria Alberghetti Show
- Prima televisiva: 21 dicembre 1954
- Diretto da:
- Scritto da:

### Trama
- Interpreti: Danny Thomas (Danny Williams), Jean Hagen (Margaret Williams), Rusty Hamer (Rusty Hamer), Anna Maria Alberghetti (se stessa), Sherry Jackson (Terry Williams)

## The New Year's Show
- Prima televisiva: 28 dicembre 1954
- Diretto da:
- Scritto da:

### Trama
- Interpreti: Jean Hagen (Margaret Williams), Rusty Hamer (Rusty Williams), Sherry Jackson (Terry Williams), Danny Thomas (Danny Williams)

## Jesse's Romance
- Prima televisiva: 4 gennaio 1955
- Diretto da:
- Scritto da:

### Trama
- Interpreti: Danny Thomas (Danny Williams), Jean Hagen (Margaret Williams), Rusty Hamer (Rusty Williams), Sherry Jackson (Terry Williams), Irene Ryan

## Terry Gets Her Own Room
- Prima televisiva: 11 gennaio 1955
- Diretto da:
- Scritto da:

### Trama
- Interpreti: Jean Hagen (Margaret Williams), Rusty Hamer (Rusty Williams), Sherry Jackson (Terry Williams), Danny Thomas (Danny Williams)

## Danny Goes on TV
- Prima televisiva: 18 gennaio 1955
- Diretto da:
- Scritto da:

### Trama
- Interpreti: Jean Hagen (Margaret Williams), Rusty Hamer (Rusty Williams), Sherry Jackson (Terry Williams), Danny Thomas (Danny Williams)

## Terry's First Big Crush
- Prima televisiva: 25 gennaio 1955
- Diretto da:
- Scritto da:

### Trama
- Interpreti: Jean Hagen (Margaret Williams), Rusty Hamer (Rusty Williams), Sherry Jackson (Terry Williams), Danny Thomas (Danny Williams)

## The Children's Governess
- Prima televisiva: 1º febbraio 1955
- Diretto da:
- Scritto da:

### Trama
- Interpreti: Danny Thomas (Danny Williams), Jean Hagen (Margaret Williams), Rusty Hamer (Rusty Williams), Sherry Jackson (Terry Williams), Nana Bryant (Mother), Norma Varden (Miss Quincey)

## Daddy's Biography
- Prima televisiva: 8 febbraio 1955
- Diretto da:
- Scritto da:

### Trama
- Interpreti: Danny Thomas (Danny Williams), Jean Hagen (Margaret Williams), Rusty Hamer (Rusty Williams), Hope Emerson, Sherry Jackson (Terry Williams)

## Danny Tries Real Estate
- Prima televisiva: 15 febbraio 1955
- Diretto da:
- Scritto da:

### Trama
- Interpreti: Danny Thomas (Danny Williams), Jean Hagen (Margaret Williams), Rusty Hamer (Rusty Williams), Joan Banks, Sherry Jackson (Terry Williams), George O'Hanlon

## Rusty Gets a Haircut
- Prima televisiva: 22 febbraio 1955
- Diretto da:
- Scritto da:

### Trama
- Interpreti: Danny Thomas (Danny Williams), Jean Hagen (Margaret Williams), Sherry Jackson (Terry Williams), Rusty Hamer (Rusty Williams), Ben Lessy (Benny), Benny Rubin (Barber)

## Terry's Teen-Age Birthday
- Prima televisiva: 1º marzo 1955
- Diretto da:
- Scritto da:

### Trama
- Interpreti: Jean Hagen (Margaret Williams), Rusty Hamer (Rusty Williams), Sherry Jackson (Terry Williams), Danny Thomas (Danny Williams)

## Peter Pan
- Prima televisiva: 8 marzo 1955
- Diretto da:
- Scritto da:

### Trama
- Interpreti: Danny Thomas (Danny Williams), Jean Hagen (Margaret Williams), Sherry Jackson (Terry Williams), Rusty Hamer (Rusty Williams), Cecil Kellaway (Mr. Kirby)

## The Piano Teacher
- Prima televisiva: 22 marzo 1955
- Diretto da:
- Scritto da:

### Trama
- Interpreti: Jean Hagen (Margaret Williams), Rusty Hamer (Rusty Williams), Sherry Jackson (Terry Williams), Jay Novello (Piano Instructor), Danny Thomas (Danny Williams)

## The Newspaperman Show
- Prima televisiva: 29 marzo 1955
- Diretto da:
- Scritto da:

### Trama
- Interpreti: Hans Conried (Bill Pearson), Jean Hagen (Margaret Williams), Rusty Hamer (Rusty Williams), Sherry Jackson (Terry Williams), Danny Thomas (Danny Williams)

## The Philosopher
- Prima televisiva: 5 aprile 1955
- Diretto da:
- Scritto da:

### Trama
- Interpreti: Jean Hagen (Margaret Williams), Rusty Hamer (Rusty Williams), Sherry Jackson (Terry Williams), Danny Thomas (Danny Williams)

## Father-Son Show
- Prima televisiva: 12 aprile 1955
- Diretto da:
- Scritto da:

### Trama
- Interpreti: Jean Hagen (Margaret Williams), Rusty Hamer (Rusty Williams), Sherry Jackson (Terry Williams), Danny Thomas (Danny Williams)

## The Benefit Show
- Prima televisiva: 19 aprile 1955
- Diretto da:
- Scritto da:

### Trama
- Interpreti: Hy Averback, Dave Barry, Jean Hagen (Margaret Williams), Rusty Hamer (Rusty Williams), Bob Hopkins, Sherry Jackson (Terry Williams), Danny Thomas (Danny Williams)

## A Trip to Wisconsin
- Prima televisiva: 26 aprile 1955
- Diretto da:
- Scritto da:

### Trama
- Interpreti: Danny Thomas (Danny Williams), Jean Hagen (Margaret Williams), Sherry Jackson (Terry Williams), Rusty Hamer (Rusty Williams), Will Wright (Will Finch), Kathryn Card (Mrs. Finch), Sam Hearn